# انتخابات پارلمان اروپا در انگلستان (۲۰۱۹)
انتخابات پارلمان اروپا در انگلستان (انگلیسی: European Parliament election, 2019) در برگیرنده انتخابات پارلمان اروپا ۲۰۱۹ در بریتانیا و جبل‌الطارق است. اما بدنبال برکسیت یعنی خروج بریتانیا از اتحادیه اروپاوقفه‌ای در برگزاری انتخابات صورت گرفت. انتخابات متعاقباً قرار شد در روز پنجشنبه ۲۳ مه ۲۰۱۹ برگزار شود. اما نشد، سپس (پس از همه‌پرسی ۲۰۱۶) انتخابات خروج انگلیس از اتحادیه اروپا مقرر شد که در ۲۹ مارس ۲۰۱۹ برگزار شود. اما، دولت بریتانیا درخواست تأخیر کرد و شورای اروپا پس از یک نشست اروپایی این تأخیر را به تاریخ ۱۱ آوریل به تعویق انداخت.
در حالی که در قانون بریتانیا و اتحادیه اروپا زمان انتخابات از قبل تعیین شده‌است، اما دولت انگلستان تلاش کرد تا پاسخ موافقت خود را برای خروچ به بعد از ۲۳ مه ۲۰۱۹ عقب بیندازد.
در عین حالیکه بر سر خروج از اتحادیه اروپا مناقشه وجود دارد، این نهمین باری است که دولت انگلیس نمایندگان مجلس بریتانیا را برای شرکت در پارلمان اروپا انتخاب می‌کند (و این چهارمین انتخابات برای تنگه جبل الطارق است). درخواست ثبت نام نامزدی باید تا۴ بعد از ظهر ۲۴ فوریه ارسال می‌شد و ثبت نام رای‌دهندگان نیز تا تاریخ ۷ مه ۲۰۱۹ به پایان رسید.
مشخص نیست که مدت اعتبار انتخابات پارلمان اروپا در انگلستان تا  قبل از فرایند خروج کامل به چه صورت خواهد شد، اما در صورتی که موافقتنامه خروج زود هنگام از پارلمان اروپا به تصویب برسد، به سرعت توافقنامه  خروج تصویب اجزایی خواهد شد. انتظار می‌رود موضوع  تکراری خروج بریتانیا از اتحادیه اروپا، به موضوع اصلی مبارزات انتخاباتی تبدیل شود.